# Xã York, Quận Steuben, Indiana
Xã York (tiếng Anh: York Township) là một xã thuộc quận Steuben, tiểu bang Indiana, Hoa Kỳ. Năm 2010, dân số của xã này là 733 người.